# 邓氏玉欣

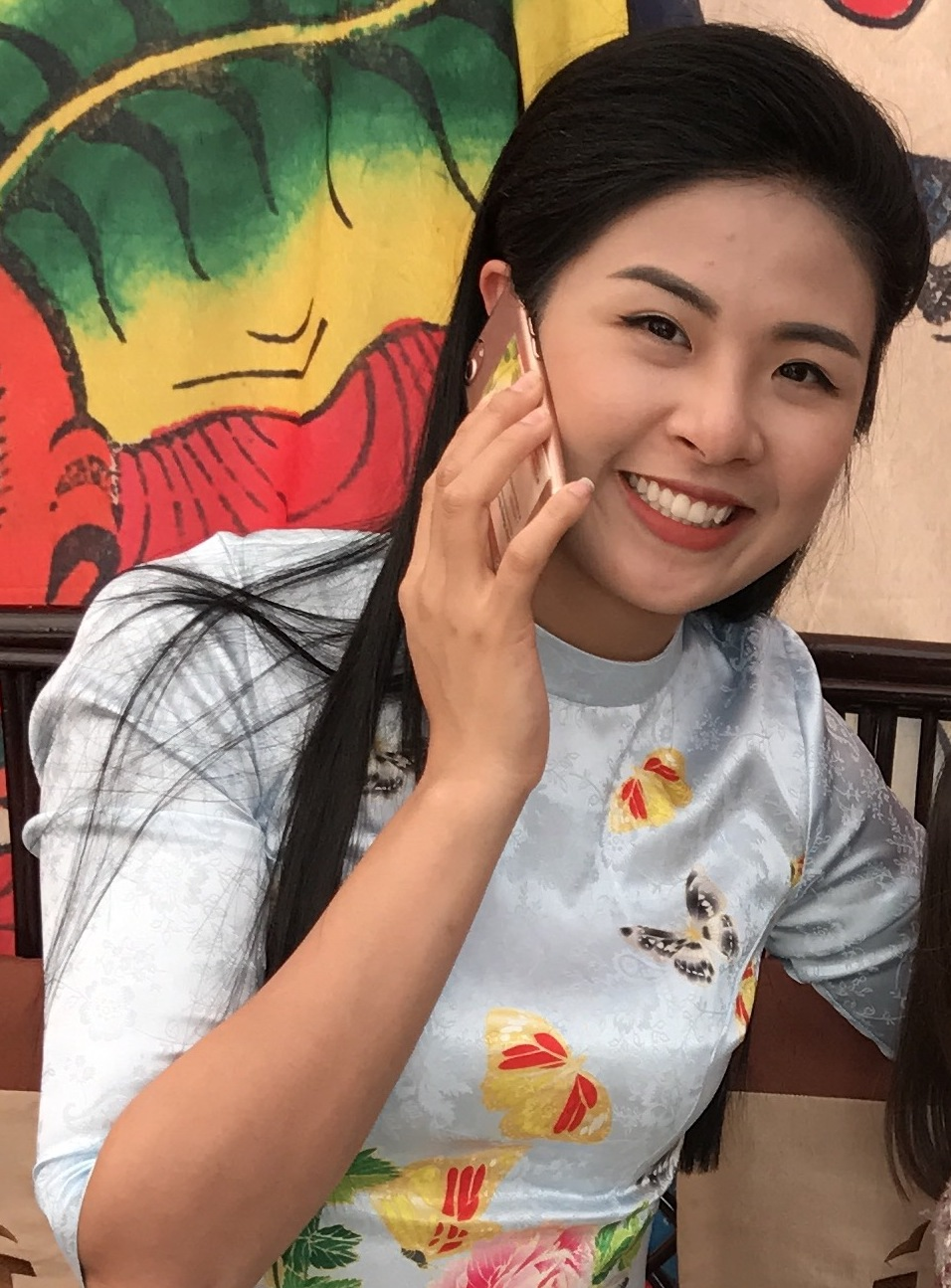
邓氏玉欣

邓氏玉欣（1989年3月10日—）是越南模特。出生在河内，2010年越南小姐选美比赛冠军。2005年开始以模特身份活跃。

## 获奖荣誉
1. 2010年8月14日，在广宁省下龙市巡洲坊举行的2010年越南小姐选美比赛总决赛上，来自河内516号选手邓氏玉欣，越过来自全国各地的36名佳丽，一举夺得最高荣誉。
2. 曾在各大选美比赛获奖，2006年越南模特颁奖礼写真模特奖。